# VinFast VF 6
VinFast VF 6 – elektryczny samochód osobowy typu crossover klasy subkompaktowej produkowany pod wietnamską marką VinFast od 2023 roku.

## Historia i opis modelu

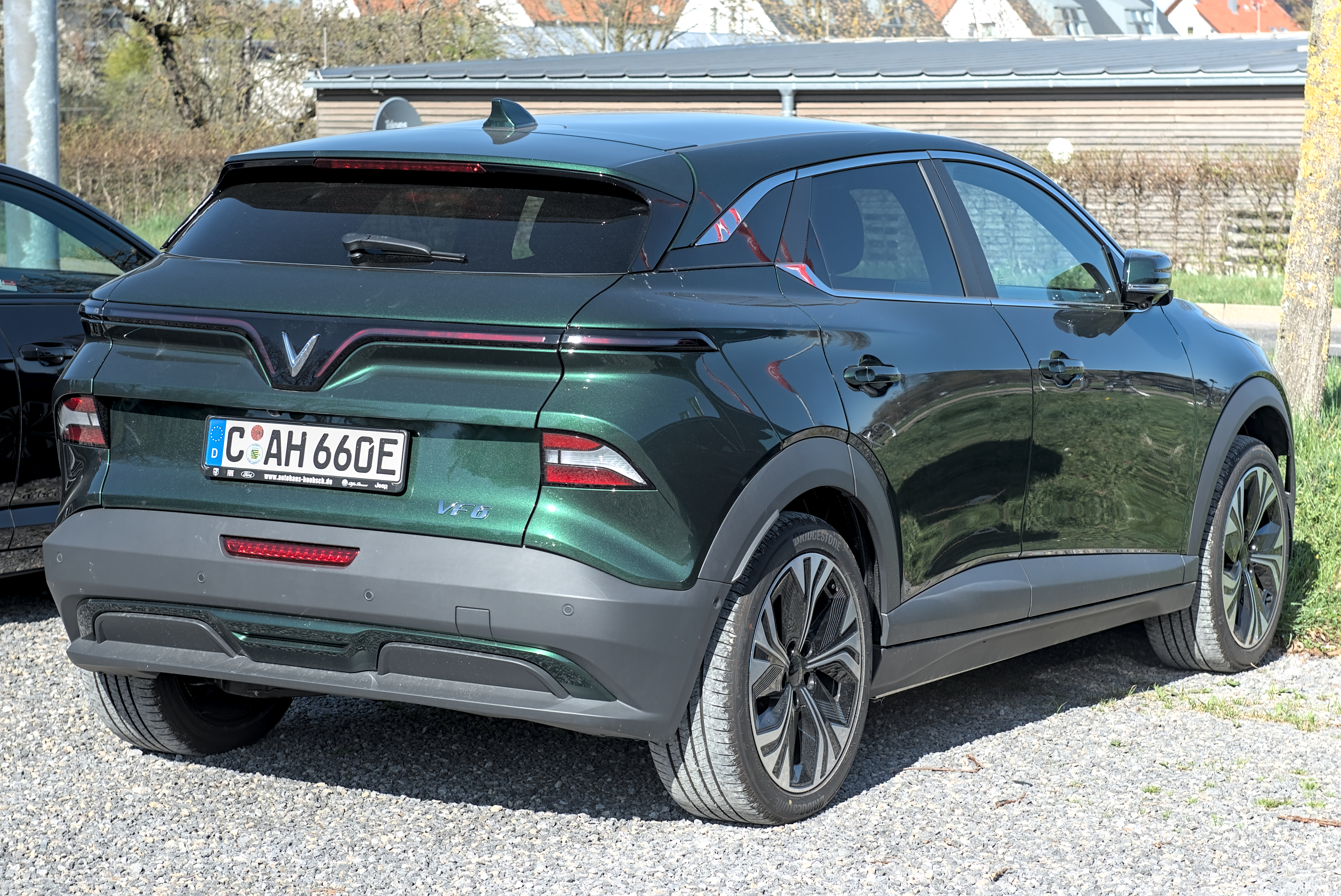
VinFast VF 6 - tył

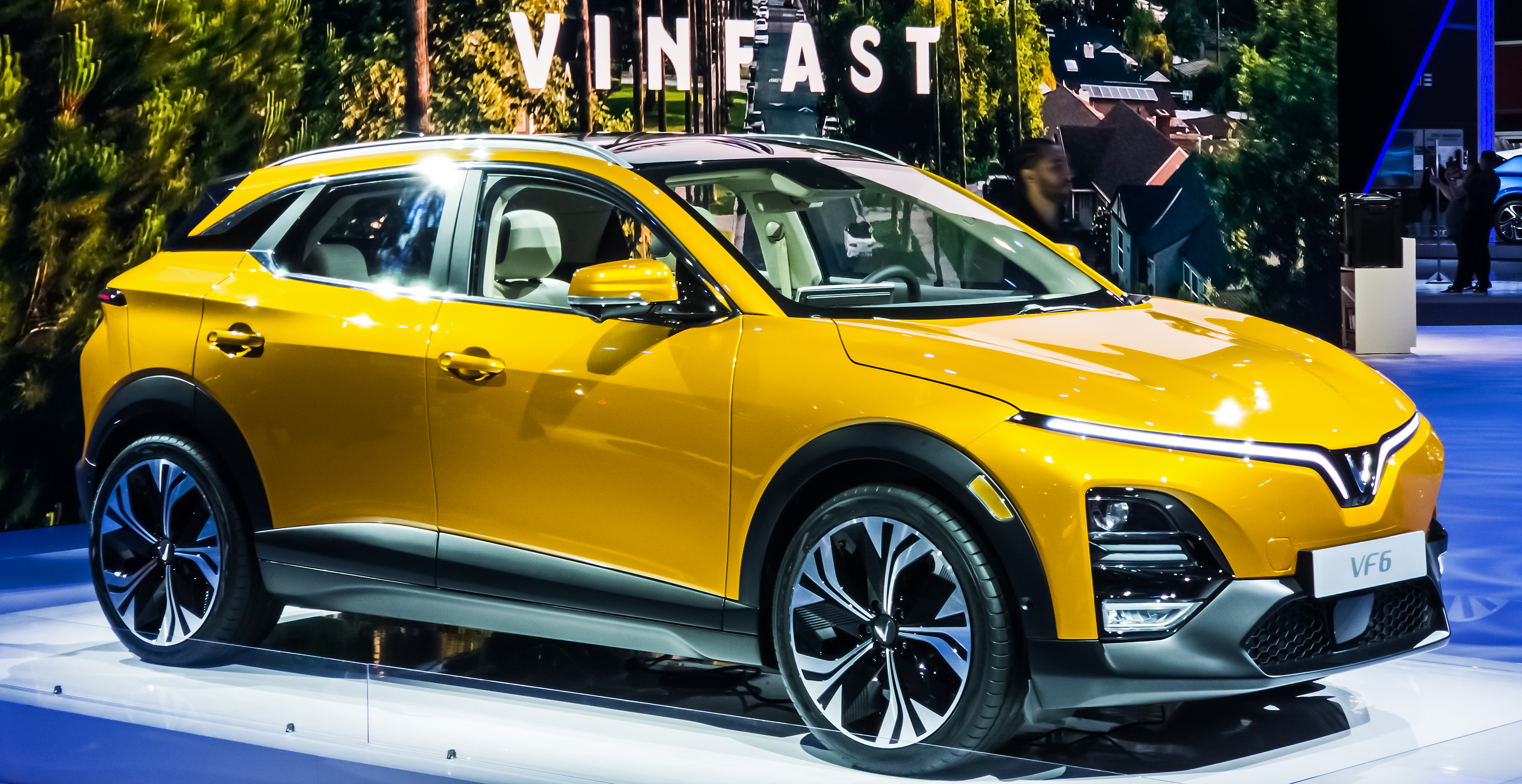
VinFast VF 6 podczas premiery

W styczniu 2022 podczas targów technologicznych CES 2022 w amerykańskim Las Vegas wietnamska firma VinFast miała swoją premierę na północnoamerykańskim rynku, oprócz znanych już modeli VF 8 i VF 9 prezentując także prototypy kolejnych trzech, mniejszych crossoverów tworzących przyszłą gamę modelową na rynkach globalnych. Wśród nich znalazło się bliskie produkcyjnej formy studium VinFast VF 6.
Seryjny model został zaprezentowany niespełna rok po prezentacji prototypu, na amerykańskich targach motoryzacyjnych LA Auto Show 2022 w listopadzie. Samochód uplasował się w gamie jako model subkompaktowy, będący tańszą i mniejszą alternatywą dla równolegle debiutującego VF7. Model utrzymany został w awangardowym wzornictwie autorstwa włoskiego studia projektowego Torino Design. Dwurzędowe reflektory utworzyły niewielkie dolne klosze i charakterystyczne, dwie podłużne listwy dominujące pas przedni. Wysoko poprowadzona linia okien płynnie przechodzi w tylne oświetlenie, które utworzył wąski pas świetlny.
Kabina pasażerska utrzymana została w minimalistycznym wzornictwie, gdzie większość funkcji pojazdu zgromadzona została w centralnie umieszczonym dotykowym wyświetlaczu skierowanym ku kierowcy. Ekran charakteryzuje się przekątną 15,7 cala i pełni także funkcję zegarów oraz funkcji przeznaczonych dla kierowcy. Do wykończenia foteli czy boczków drzwi wykorzystano sztuczną skórę, z kolei pojazd w topowej odmianie wyposażenia może posiadać szklany dach.

### Sprzedaż
Po światowej premierze produkcyjnej wersji w listopadzie 2022, początek produkcji VinFasta VF 6 wyznaczony został na trzeci kwartał 2023 roku razem z równolegle debiutującym VF7. Podobnie jak inne modele firmy, do wytwarzania elektrycznego crossovera wskazano fabrykę firmy w wietnamskim mieście Hajfong. Wśród rynków zbytu uwzględniono zarówno Stany Zjednoczone, jak i Europę Zachodnią.

### Dane techniczne
VinFast VF 6 to samochód elektryczny, w którego gamie przewidziano dwie odmiany. Podstawowa Eco napędzana jest przez 174-konny silnik rozwijający maksymalny moment obrotowy 250 Nm. Topowa Plus osiąga moc 201 KM i 310 Nm maksymalnego momentu obrotowego. W momencie premiery wietnamska firma nie wskazała szczegółowej specyfikacji technicznej miejskiego crossovera pod kątem pojemności baterii oraz zasięgu na jednym ładowaniu.